# Pseudoameiropsis argentinus
Pseudoameiropsis argentinus is een eenoogkreeftjessoort uit de familie van de Ameiridae. De wetenschappelijke naam van de soort is voor het eerst geldig gepubliceerd in 1982 door Pallares.